# 家事審判法
家事審判法（かじしんぱんほう、昭和22年12月6日法律第152号）は、家庭裁判所が管轄する家事審判事件および家事調停事件の手続に関する法律。
1948年（昭和23年）1月1日施行。2013年（平成25年）1月1日、家事事件手続法の施行に伴い、廃止（「非訟事件手続法及び家事事件手続法の施行に伴う関係法律の整備等に関する法律」〈平成23年5月25日法律第53号〉3条）。
家庭内紛争の処理は、複雑な感情の交錯する家族関係を対象とし訴訟的処理になじまないことが多いこと、その性質上非公開で行う必要が高いこと等に鑑み、訴訟の形式によらない非公開の手続で処理することを図っていた。
家事審判法が扱っていた手続は、家庭内の事項について訴訟の形式によらずに公権的な判断をすることを目的とする家事審判手続と、家庭内の紛争について調停を行う家事調停手続があった。なお、家庭裁判所が扱う訴訟は、人事訴訟法（平成15年法律第109号）により規律される。

## 沿革
家事審判法の起源は、1890年の旧民法財産編・財産取得編（明治23年法律第28号）及び人事編（明治23年法律第98号)である。この法律には「婚姻事件、養子縁組事件及び禁治産事件に関する訴訟規則」（明治23年10月9日法律第104号）が付随規則として発布されたが、民法典論争が生じたため民法が施行されないまま法典調査会が審議に入った。
その後の1896年、新民法が発布され（明治29年法律第89号）、このとき、旧民法で未施行だった「婚姻事件、養子縁組事件及び禁治産事件に関する訴訟規則」が修正されて、1898年に帝国議会の承認を経て人事訴訟手続法（明治31年法律第13号）となった。
1940年には内藤頼博裁判官が秘密裡にアメリカ合衆国の家庭裁判所の組織及び手続を査察したが、第二次世界大戦勃発のため、家事審判法の成立は戦後の1947年となり、これにより家庭裁判所が創設された。この家事審判法には、最高裁判所規則である家事審判規則（最高裁判所昭和22年規則第15号）及び特別家事審判規則（同第16号。国民優生法、戸籍法、児童福祉法、精神病者監護法、破産法に規定された審判事件手続の規則）が付随していた
。
2011年、家事事件手続法の新設に伴い廃止された。

## 構成
以下は、廃止前の家事審判法に関する記述である。

### 家事審判事件
家事審判法の対象となる家事審判事件は、家事調停の対象となりうるか否かにより甲類審判事件と乙類審判事件に区別される。

#### 甲類審判事件
家事調停の対象とすることが予定されていない家事審判事件であり、9条1項甲類として掲げられた事件、その他の法律で甲類とみなされる事件を指す。
調停の対象にならないのは、紛争性が希薄なため手続上対立する当事者が想定されず、当事者の協議による任意処分が考えられないためである。
具体例として、後見開始の審判、失踪宣告、子の氏の変更の許可、養子縁組の許可、死後離縁の許可、相続放棄申述の受理、遺言執行者の選任、氏又は名の変更の許可などがある。
甲類審判事件は現在の家事事件手続法別表1に相当する。

#### 乙類審判事件
家事調停の対象とすることが想定される家事審判事件であり、9条1項乙類として掲げられた事件、その他法律で乙類とみなされる事件を指す。
甲類審判事件と異なり、紛争性が高いために手続上対立する当事者が想定され、当事者の協議による解決が期待される。そのため、家庭裁判所はいつでも調停に付すことが可能である（11条）。後述する乙類調停事件として調停の申立てをしても構わない。
具体例として、婚姻費用分担に関する処分、子の監護に関する処分（養育費など）、離婚後の財産分与に関する処分、親権者の指定又は変更、遺産分割に関する処分などがある。
乙類審判事件は現在の家事事件手続法別表2に相当する。
なお、この類型は紛争性が高いが、婚姻取消し又は離婚訴訟の附帯処分とされる場合（人事訴訟法32条を参照）を除き、訴訟の対象にはならず非訟事件として扱われる。

### 家事調停事件
家庭裁判所が扱う調停事件であるが、調停が成立しなかった場合の扱いや直ちに合意どおりの内容の調停を成立させられるか否かにより、乙類調停事件、23条事件、一般調停事件に区別される。
なお、23条事件や一般調停事件の対象となる事件について民事訴訟や人事訴訟を提起しようとする場合は、その前に家庭裁判所の調停手続を経る必要がある（18条1項、調停前置主義）。

#### 乙類調停事件
調停が成立しなかった場合に、前述の乙類審判事件として審判が行われる類型の事件である（具体例は乙類審判事件と同じ）。

#### 23条事件
以下の事項を対象とする調停事件である。
- 婚姻の無効又は取消し
- 養子縁組の無効又は取消し
- 協議離婚の無効又は取消し
- 協議離縁の無効又は取消し
- 認知
- 認知の無効又は取消し
- 民法第773条の規定により父を定めること
- 身分関係の存否の確定

これらの事項は当事者の合意による任意の処分ができないと考えられている（例えば、認知が無効であったかどうかについては、当事者の合意で決めることはできない）。そのため、当事者間に合意が成立しその原因の有無に争いがない場合でも直ちに調停を成立させず、合意を相当と認めた場合に合意に相当する審判をする。
そもそも調停を成立させることができないのに調停事件として扱われる理由は、申立て対象以外の事項について合意が成立することもあるためである（この場合は、23条審判は不要）。
合意に相当する審判がされても、2週間以内に異議を申し立てることが可能であり、異議の申立てがされた場合は、審判の効力がなくなる（25条1項、2項）。
調停が成立しなかった場合、自動的に別の手続には移行しない。裁判所の判断を求めたい場合は、人事訴訟法の規定に基づき人事訴訟を別途提起する必要がある。

#### 一般調停事件
以下の事項を対象とする調停事件である。
- 人事訴訟法の対象となる家庭内の紛争のうち、前述の23条事件に該当しないもの（離婚、離縁など）
- その他一般に家庭に関する事件

調停が成立しなかった場合は、家事審判法24条に基づく調停に代わる審判をすることも可能であるが、23条事件と同様、自動的に別の手続には移行しない。その場合に裁判所の判断を求めたい場合は、それが法律を適用して解決できるものであれば（調停の場合は法律を適用して解決することが要求されないものも対象になるが、訴訟の場合は法律を適用して解決できるものしか対象とすることができない）民事訴訟法や人事訴訟法の規定に基づき、民事訴訟又は人事訴訟を別途提起することになる。

### 付随法令
家事審判法の対象となる紛争については、対象により利害関係を有する者に差異があったり、処理すべき事項に差異があったりする。そのため、手続等に関し細かい事件類型に応じて個別的に規定を設ける必要があるが、家事審判法には一般的な規定しか置かれていない。
具体的な事件類型に応じた規定については、最高裁判所の規則制定権（日本国憲法第77条1項）に基づく、家事審判規則（昭和22年最高裁判所規則第15号）及び特別家事審判規則（昭和22年最高裁判所規則第16号）に定めがされていた。